# Caumont-l'Éventé
Caumont-l'Éventé is een plaats en voormalige gemeente in het Franse departement Calvados in de regio Normandië en telt 1295 inwoners (2005). De plaats maakt deel uit van het arrondissement Vire.

## Geschiedenis
Caumont-l'Éventé was de hoofdplaats van het gelijknamige kanton tot dit op 22 maart 2015 werd opgeheven en de gemeente werd opgenomen in het kanton Aunay-sur-Odon. Op 1 januari 2017 fuseerde de gemeente met Livry en La Vacquerie tot de commune nouvelle Caumont-sur-Aure, waarvan Caumont-l'Éventé de hoofdplaats werd.

## Geografie
De oppervlakte van Caumont-l'Éventé bedraagt 6,3 km², de bevolkingsdichtheid is 205,6 inwoners per km².
De onderstaande kaart toont de ligging van Caumont-l'Éventé met de belangrijkste infrastructuur en aangrenzende gemeenten.

## Demografie
Onderstaande figuur toont het verloop van het inwonertal (bron: INSEE-tellingen).
Vanwege een beveiligingsprobleem met de MediaWiki Graph-software is het momenteel niet mogelijk deze grafiek weer te geven. Zodra de software is bijgewerkt zal de grafiek vanzelf weer zichtbaar worden.
Caumont-l'Éventé · Livry · La Vacquerie